# Гадчироли (округ)
Гадчироли (маратхи गडचिरोली जिल्हा; англ. Gadchiroli) — округ в индийском штате Махараштра. Образован 26 августа 1982 года из части территории округа Чандрапур. Административный центр — город Гадчироли. Площадь округа — 14 412 км². По данным всеиндийской переписи 2001 года население округа составляло 970 294 человека. Уровень грамотности взрослого населения составлял 60,1 %, что немного выше среднеиндийского уровня (59,5 %). Доля городского населения составляла 6,9 %.